# Extensão de corpo
Em álgebra abstrata, as extensões de corpos são o principal objeto de estudo da teoria dos corpos. A ideia geral é tomar um corpo como base e construir, de alguma forma, um corpo maior que contém o corpo base e que satisfaz propriedades adicionais. Por exemplo, o conjunto Q(√2) = {a + b√2 | a, b ∈ Q} é a menor extensão de Q que inclui todas as soluções reais da equação x2 = 2.

## Definições
Seja L um corpo. Um subcorpo de L é um subconjunto K de L que é fechado sob as operações do corpo L e sob tomar inversos em L. Em outras palavras, K é um corpo com relação às operações herdadas do corpo L. O corpo maior, L, é então denominado uma extensão de corpo de K. Para simplificar a notação e a terminologia, diz-se que L / K (leia-se como "L sobre K") é uma extensão de corpo, para significar que L é uma extensão do corpo K.
Se L é uma extensão de F que por sua vez é uma extensão de K, então F é dito ser um corpo intermediário (ou extensão intermediária ou subextensão) da extensão de corpo L / K.
Dada uma extensão de corpo L / K e um subconjunto S de L, o menor subcorpo de L que contém K e S é denotado por K(S)—em outras palavras, K(S) é o corpo gerado pela adjunção dos elementos de S a K. Se S consiste de apenas um elemento s, abrevia-se K({s}) como K(s). Uma extensão de corpo da forma L = K(s) é chamada de extensão simples e s é chamado de elemento primitivo da extensão.
Dada uma extensão de corpo L / K, o corpo maior L pode ser considerado como um espaço vetorial sobre K. Os elementos de L são os "vetores" e os elementos de K são os "escalares", com a adição vetorial e a multiplicação por escalares obtidas a partir das operações de corpo correspondentes. A dimensão deste espaço vetorial é chamada de grau da extensão e é denotada por [L : K].
Uma extensão de grau 1 (isto é, quando L é igual a K) é chamada de extensão trivial. Extensões de grau 2 e 3 são chamadas de extensões quadráticas e extensões cúbicas, respectivamente. Dependendo de o grau ser finito ou infinito a extensão é chamada de extensão finita ou extensão infinita.

## Ressalvas
A notação L / K é puramente formal e não implica a formação de um anel quociente ou grupo quociente ou qualquer outro tipo de divisão. Em vez disso, a barra exprime a palavra "sobre". Em alguns textos é usada a notação L:K.
Muitas vezes é desejável falar sobre extensões de corpos em situações nas quais o corpo menor não está realmente contido no corpo maior, mas está naturalmente imerso. Para essa finalidade, define-se uma extensão de corpo abstratamente como um homomorfismo de anéis injetivo entre dois corpos.
Todo homomorfismo de anéis não nulo entre corpos é injetivo porque corpos não possuem ideais próprios não triviais, de modo que as extensões de corpos são precisamente os morfismos na categoria dos corpos.
De agora em diante, o homomorfismo injetivo será suprimido e será assumido que, de fato, estão sendo considerados subcorpos.

## Exemplos
O corpo dos números complexos C é uma extensão do corpo dos números reais R, e R, por sua vez é uma extensão do corpo dos números racionais Q. Claramente, C/Q também é uma extensão de corpo. Temos [C : R] = 2, pois {1,i} é uma base, então a extensão C/R é finita. Esta é uma extensão simples, pois C=R(i). Por outro lado, [R : Q] =  (a cardinalidade do contínuo), então essa extensão é infinita. O conjunto Q(√2) = {a + b√2 | a, b ∈ Q} é uma extensão do corpo Q, e também, claramente, uma extensão simples. O grau é 2, porque {1, √2} pode servir como uma base. Q(√2, √3) = Q(√2)( √3)={a + b√3 | a, b ∈ Q(√2)}={a + b√2+ c√3+ d√6 | a, b,c,d ∈ Q} é uma extensão de corpo tanto de Q(√2) quanto de Q, de graus 2 e 4, respectivamente. Extensões finitas de Q também são chamadas de corpos numéricos algébricos e são importantes na teoria dos números.
Outra extensão do corpo dos racionais, de natureza bastante diferente, é o corpo dos números p-ádicos Qp para um número primo p.
É comum construir uma extensão de corpo de um determinado corpo K como um anel quociente do anel de polinômios K[X], a fim de "criar" uma raiz para um polinômio f(X) dado. Suponha, por exemplo, que K não contém qualquer elemento x com x2 = -1. Então, o polinômio X2 + 1 é irredutível em K[X], consequentemente o ideal (X2 + 1) gerado por este polinômio é maximal, e L = K[X]/(X2 + 1) é uma extensão do corpo K que contêm um elemento cujo quadrado é igual a -1 (a saber, a classe de resíduos de X).
Por meio da iteração da construção acima, pode-se construir um corpo de decomposição de qualquer polinômio de K[X]. Tal corpo é uma extensão L do corpo K em que o polinômio dado se fatora em um produto de fatores lineares.
Se p é qualquer número primo e n é um número inteiro positivo, tem-se um corpo finito GF(pn) com pn elementos; esta é uma extensão do corpo finito GF(p) = Z/pZ com p elementos.
Dado um corpo K, pode-se considerar o corpo K(X) de todas as funções racionais na variável X com coeficientes em K; os elementos de K(X) são frações de dois polinômios sobre K, e, de fato, K(X) é o corpo de frações do anel de polinômios K[X]. Este corpo de funções racionais é uma extensão do corpo K. Esta extensão é infinita.
Dada uma superfície de Riemann M, o conjunto de todas as funções meromorfas definidas em M é um corpo, denotado por C(M). Ele é uma extensão do corpo C, se for feita a identificação de cada número complexo com a função constante  correspondente definida em M.
Dada uma variedade algébrica V sobre algum corpo K, o corpo de funções de V, que consiste das funções racionais definidas em V e que é denotado por K(V), é uma extensão do corpo K.

## Propriedades elementares
Se L/K é uma extensão de corpos, então L e K compartilham o mesmo 0 e o mesmo 1. O grupo aditivo (K,+) é um subgrupo de (L,+), e o grupo multiplicativo (K−{0},·) é um subgrupo de (L−{0},·). Em particular, se x é um elemento de K, então o seu inverso aditivo −x calculado em K é o mesmo que o inverso aditivo de x calculado em L; o mesmo vale para o inverso multiplicativo de elementos não nulos de K.
Em particular, resulta que as características de L e K são as mesmas.

## Elementos e extensões algébricas e transcendentais
Se L é uma extensão de K, então um elemento de L que é uma raiz de um polinômio não nulo sobre K se diz algébrico sobre K. Os elementos que não são algébricos são chamados de transcendentes. Por exemplo:
- Em C/R, i é algébrico, porque é uma raiz de x2 + 1.
- Em R/Q, √2 + √3 é algébrico, porque é uma raiz[1] de x4 − 10x2 + 1
- Em R/Q, e é transcendental porque não existe nenhum polinômio com coeficientes racionais que tem e como uma raiz (ver número transcendental)
- Em C/R, e é algébrico, porque ele é a raiz de x − e

O caso específico de C/Q é especialmente importante, e os nomes número algébrico e número transcendental são usados para descrever os números complexos que são algébricos e transcendentais (respectivamente) sobre Q.
Se todo elemento de L é algébrico sobre K, então a extensão L/K é dita uma extensão algébrica; caso contrário, é chamada de extensão transcendental.
Um subconjunto S de L é chamado de algebricamente independente sobre K se não existe qualquer relação polinomial não-trivial com coeficientes em K entre os elementos de S. A maior cardinalidade de um conjunto algebricamente independente é chamada de grau de transcendência de L/K. É sempre possível encontrar um conjunto S, algebricamente independente sobre K, tal que L/K(S) é algébrico. Tal conjunto S é denominado uma base de transcendência de L/K. Todas as bases de transcendência têm a mesma cardinalidade, igual ao grau de transcendência da extensão. Uma extensão L/K é dita puramente transcendental  se, e somente se, existe uma base de transcendência S de L/K tal que L=K(S). Uma tal extensão tem a propriedade de que todos os elementos de L, exceto os de K são transcendentes sobre K, mas, no entanto, existem extensões com esta propriedade, que não são puramente transcendentais—uma classe de tais extensões assume a forma L/K, em que tanto L quanto K são algebricamente fechados. Além disso, se L/K é puramente transcendental e S é uma base de transcendência da extensão, não se segue necessariamente que L=K(S). (Por exemplo, considere a extensão Q(x,√x)/Q, em que x é transcendente sobre Q. O conjunto {x} é algebricamente independente, visto que x é transcendental. Obviamente, a extensão Q(x,√x)/Q(x) é algébrica, portanto {x} é uma base de transcendência. Ela não gera toda a extensão porque não existe nenhuma expressão polinomial em x para √x. Mas é fácil ver que {√x} é uma base de transcendência que gera Q(x,√x)), então essa extensão é, de fato, puramente transcendental.)
Pode ser mostrado que uma extensão é algébrica se, e somente se, ela é a
união de suas subextensões finitas. Em particular, toda extensão finita é algébrica. Por exemplo,
- C/R e Q(√2)/Q, sendo finitas, são algébricas.
- R/Q é transcendental, embora não seja puramente transcendental.
- K(X)/K é puramente transcendental.

Uma extensão simples é finita, se é gerada por um elemento algébrico, e puramente transcendental se é gerada por um elemento transcendental. Então,
- R/Q não é simples, pois não é finita nem puramente transcendental.

Todo corpo K possui um fecho algébrico; esta é, essencialmente, a maior extensão do corpo K que é algébrica sobre K, e que contém todas as raízes de todas as equações polinomiais com coeficientes em K. Por exemplo, C é o fecho algébrico de R.

## Extensões normais, separáveis e de Galois
Uma extensão algébrica L/K é dita normal se todo polinômio irredutível em K[X] que tem uma raiz em L fatora-se completamente em fatores lineares sobre L. Toda extensão algébrica F/K admite um fecho normal L, que é uma extensão do corpo F tal que L/K é normal e que é minimal em relação a esta propriedade.
Uma extensão algébrica L/K é dita separável se o polinômio mínimo de todo elemento de L sobre K é separável, isto é, não tem raízes repetidas em um fecho algébrico sobre K. Uma extensão de Galois é uma extensão de corpo que é normal e separável.
Uma consequência do teorema do elemento primitivo estabelece que toda extensão finita e separável tem um elemento primitivo (ou seja, é simples).
Dada qualquer extensão de corpos L/K, pode-se considerar o seu grupo de automorfismos Aut(L/K), que consiste de todos os automorfismos de corpo α: L → L , com α(x) = x para todo x em K. Quando a extensão é de Galois este grupo de automorfismos é chamado de grupo de Galois da extensão. Extensões de cujo grupo de Galois é abeliano são chamadas de extensões abelianas.
Para uma determinada extensão de corpos L/K, é comum o interesse nos corpos intermediários F (subcorpos de L que contém K). O significado das extensões de Galois e dos grupos de Galois é que eles permitem uma descrição completa dos corpos intermediários: há uma bijeção entre os corpos intermediário e os subgrupos do grupo de Galois, descrita pelo teorema fundamental da teoria de Galois.

## Generalizações
Extensões de corpos podem ser generalizadas para extensões de anéis, que consistem de um anel e um de seus subanéis. Um análogo não comutativo mais próximo são as álgebras centrais simples (CSAs) – extensões de anéis sobre um corpo, que são álgebras simples (sem ideais bilaterais não-triviais, tal como para um corpo) e em que o centro do anel é exatamente o corpo. Por exemplo, a única extensão de corpo finita dos números reais é o corpo dos números complexos, enquanto que os quatérnios são uma álgebra central simples sobre os reais, e todas as CSAs sobre os reais são Brauer equivalentes aos reais ou aos quatérnios. CSAs também podem ser generalizadas para álgebras de Azumaya, em que o corpo base é substituído por um anel local comutativo.

## Extensão de escalares
Dada uma extensão de corpos, pode-se "estender escalares" nos objetos algébricos associados. Por exemplo, dado um espaço vetorial real, pode-se produzir um espaço vetorial complexo através da complexificação. É possível realizar a extensão de escalares não apenas para espaços vetoriais, mas também para álgebras associativas definidas sobre o corpo, tais como polinômios ou álgebras de grupo e as representações de grupo associadas. A extensão de escalares de polinômios geralmente é usada implicitamente, considerando apenas que os coeficientes são elementos de um corpo maior, mas também pode ser considerada mais formalmente. A extensão de escalares tem inúmeras aplicações, como discutido em extensão de dados escalares: aplicações.